# Полянская, Клавдия Сергеевна
Клавдия Сергеевна Полянская (?, Красноярск — ?) — российская и советская учительница, революционный деятель.

## Биография
Родилась в Красноярске. Окончила красноярскую гимназию, а также Бестужевские курсы в Санкт-Петербурге, где влилась в революционное движение.
В 1902 году ездила за границу, откуда ввозила нелегально произведение В. И. Ленина «Что делать?».
В 1904 году во время полицейского преследования из-за участия в студенческих беспорядках обосновалась в Новониколаевске, где арендовала небольшой дом вместе с учительницей Ястребовой. Работала учительницей в железнодорожном училище и женской гимназии П. И. Смирновой.
Была привлечена М. И. Полуниным к деятельности Обской группы РСДРП. На адрес Полянской из-за границы и Красноярска приходила нелегальная литература, которую она скрывала в колодце переселенческого пункта.
В её квартире находилась подпольная типография группы. Производимые листовки Полякова распространяла в рабочей среде.
Трудилась в школах рабочей молодёжи. Пользовалась большой популярностью среди гимназисток, которых привлекала к революционному делу.
В 1907 году стала соорганизатором железнодорожного отдела Всероссийского учительского союза, привлекалась к дознанию по делу этого общества. 2 апреля 1907 года была арестована вместе с группой учителей и выслана в томскую тюрьму.
В советский период преподавала в школах Новосибирска.